# 홍병매
"홍병매"(紅甁梅)는 한국에서 제작된 김시현 감독의 1984년 영화이다. 김민경 등이 주연으로 출연하였고 정창화 등이 제작에 참여하였다.

## 출연

### 주연
- 김민경
- 서옥모

## 기타
- 원작자: 홍종원
- 조명: 손한수
- 녹음: 김병수